# Perizoma nidarosiensis
Perizoma nidarosiensis là một loài bướm đêm trong họ Geometridae.